# Столбовский мир
Столбо́вский мир — мирный договор, подписанный 27 февраля (9 марта) 1617 года в деревне Столбово (близ Тихвина) и положивший конец русско-шведской войне 1610—1617 годов.
Мирный договор был заключён между Русским царством (царь Михаил Фёдорович) и Шведским королевством (король Густав II Адольф) при посредничестве английского короля Якова I. Предварительные переговоры проводили с русской стороны князь Даниил Мезецкий, со шведской — граф Якоб Де ла Гарди.

## Столбовский мирный договор 1617 года
В январе 1616 года, после прекращения военных действий между Русским царством и Шведским королевством, в Старой Руссе съехались делегации Швеции и России для проведения мирных переговоров. Посредниками выступали англичанин Джон Мерик и голландские послы. Но через два месяца из-за выявившихся глубоких разногласий переговоры были сорваны, и в феврале члены делегаций разъехались по своим странам. Однако необходимость в их возобновлении была ясна, и почти через год, в декабре 1616, по инициативе шведской стороны, они были возобновлены в деревне Столбово, близ Тихвина, в 53 км от современной Новой Ладоги, на реке Сясь. В этот раз посредником выступал один Джон Мерик.
После двух месяцев бурных дебатов переговоры были завершены в январе 1617 года, а 27 февраля того года был подписан мирный трактат, получивший название Столбовского мира.
Согласно тексту договора, новгородские земли разделялись между двумя государствами: Русскому царству возвращали захваченные в годы Смуты Великий Новгород и всю Новгородскую вотчину, в том числе Старую Руссу, Ладогу, Порхов, Гдов с уездами, а также Сумерскую волость (район озера Самро, ныне Сланцевский район Ленинградской области) и всё захваченное шведами на этой территории казённое и церковное имущество; Шведскому королевству отходили русские города Ивангород, Ям, Копорье, Корела, вся Нева и Орешек с уездом. Кроме того, Москва обязалась уплатить шведской короне 20 000 серебряных рублей — огромную сумму с учётом курса рубля начала XVII века (в начале XVII века один рубль содержал 49 грамм серебра, соответственно, 20 000 серебряных рублей равнялись 980 кг серебра). Москва отказывалась от претензий на Ливонию и Карельскую землю.
Было утверждено право свободной торговли для торговых людей двух сторон. Но шведским купцам не дозволялось ездить с товарами через Московское государство в Персию, Турцию и Крым, а московским — через Швецию в Англию, Францию и другие западноевропейские страны.
Обе договаривающиеся страны обязывались не переманивать перебежчиков из-за рубежа и передавать тех, кто уже перешёл границу.
Столбовский мир совершенно отрезал Россию от Балтийского моря, что позволило королю Густаву Адольфу считать договор крупной победой шведской армии и дипломатии. Выступая в шведском парламенте — риксдаге, он сказал:

Одно из величайших благ, дарованных Богом Швеции, заключается в том, что русские, с которыми мы издавна были в сомнительных отношениях, отныне должны отказаться от того захолустья, из которого так часто беспокоили нас. Россия — опасный сосед. Её владения раскинулись до морей Северного и Каспийского, с юга она граничит почти с Чёрным морем. В России сильное дворянство, множество крестьян, народонаселённые города и большие войска. Теперь без нашего позволения русские не могут выслать ни одной лодки в Балтийское море. Большие озёра Ладожское озеро и Пейпус, Нарвская поляна, болота в 30 вёрст ширины и твёрдые крепости отделяют нас от них. Теперь у русских отнят доступ к Балтийскому морю, и, надеюсь, не так-то легко будет им перешагнуть через этот ручеёк.
Король щедро наградил всех членов шведской делегации на трудных переговорах, подписавших текст договора.
Московские власти также были довольны заключением мира, хотя и на тяжёлых условиях. Во-первых, они добились возвращения Великого Новгорода с его землями, отказавшимися присягнуть шведской короне. Во-вторых, Москва, обеспечив тыл, получила возможность беспрепятственно продолжать войну с Польшей за возвращение захваченных русских территорий на западных рубежах. Руководитель русской делегации на переговорах князь Мезецко́й и дьяк Зюзин были награждены — первый получил чин боярский, а второй — окольничий.
Московские власти высоко оценили участие в переговорах посредника — Джона Мерика. Его одарили ценными мехами — обычной твёрдой валютой тех лет, золотой цепью, драгоценными камнями и восточными тканями.

## Результаты Столбовского мира
- Швеция вернула России Новгород, Порхов, Старую Руссу, Ладогу, Гдов и Сумерскую волость.
- Россия уступала Швеции Ивангород, Ям, Копорье, Орешек, Корелу — то есть весь выход к Балтийскому морю, кроме того, Россия должна была заплатить Швеции 20 тыс. рублей.
- Англия укрепила торговые позиции в России.

Границы, установленные Столбовским миром, сохранялись до начала Северной войны 1700—1721 годов.

## Оценка Столбовского договора
В сложной международной и внутренней обстановке начала XVII века, когда только что завершилась драматическая эпоха Смутного времени, поставившая страну на грань национальной катастрофы, Столбовский мир был положительным этапом стабилизации на северо-западных границах России.
В 1656 году стольник Пётр Потёмкин с русскими полками вышел на берега Невы, в месте впадения в неё реки Охты. Он штурмом взял шведскую крепость Ниеншанц, которую русские называли Канцы (Шанцы). Затем он атаковал другую шведскую крепость, расположенную в верховьях Невы, — Шлиссельбург (шведское название — Нотебург, русское название — Орешек), но взять её не смог, и в 1658 году вынужден был отступить.
Окончательно эту территорию присоединил к России Пётр I, что было официально зафиксировано в Ништадтском мирном договоре со Швецией от 30 августа 1721 года. 24 статьи договора закрепили государственную границу между Россией и Швецией. По этому договору Россия вернула утраченные в 1617 году Карелию и Ингерманландию и юридически закрепила территориальный выход к Балтийскому морю. Кроме того, по условиям договора Швеция потеряла в пользу России свои провинции: Лифляндию с городом Ригой и Эстляндию с Ревелем и Нарвой.